# Ketef Hinnom
Ketef Hinnom (în ebraică: כתף הינום "Umărul lui Hinnom") este un sit arheologic din sud-vestul Ierusalimului, în care se găsește un sistem de peșteri funerare, a cărei vechime este apreciată ca fiind din epoca Primului Templu. El este situat la picioarele bisericii scoțiene St.Andrew și adiacent Centrului Menahem Beghin.
Numele Ketef Hinnom a fost dat de arheologul israelian Gavriel Barkayi de la departamentul de arheologie al Universității Ebraice, prin alăturarea termenilor biblici Ketef Hayevusi (Umărul iebusitului) și Gey Ben Hinnom (Valea lui Ben Hinnom). 
Situl consistă dintr-o serie de camere funerare săpate în piatră, bazate pe niște peșteri naturale.
În anul 1979 arheologul israelian Gavriel Barkai a descoperit aici două suluri minuscule în argint, conținând texte scrise în alfabetul ebraic antic (paleoebraic). Textele sunt apotropaice, reprezentând o versiune a Binecuvântării preoților (Birkat hakohanim) din cartea biblică Numeri. Aceste suluri, care, după cât se pare, erau utilizate ca amulete, au fost găsite într-una din camerele funerare. Procesul delicat de tratare și desfășurare a sulurilor, folosind o metodă care le-a preîntâmpinat dezintegrarea, a durat trei ani.
Pergamentele găsite, numite KH1 și  KH2, sunt considerate cele mai vechi texte biblice găsite până astăzi, ele datând aproximativ din anii 600 î.e.n.